# Notholaena brachypus
Notholaena brachypus är en kantbräkenväxtart som först beskrevs av Gustav Kunze och som fick sitt nu gällande namn av John Smith.
Notholaena brachypus ingår i släktet Notholaena och familjen Pteridaceae. Inga underarter finns listade i Catalogue of Life.